# Сорин, Владимир Гордеевич
Владимир Гордеевич Сорин (1893—1944) — советский партийный деятель, один из лидеров Военной оппозиции, делегат VIII и XII съездов РКП(б), историк.

## Биография
Член РКП(б) с 1917. Был секретарём газеты «Правда». В 1918 «левый коммунист», служил в штабе Восточного фронта, председатель Ревтрибунала. С 1920 заведующий отделом агитации и пропаганды Московского горкома партии. С 1924 заместитель заведующего отделом печати ЦК РКП(б), член редколлегии журнала "Красная новь". При этом с 1923 в Институте Ленина как секретарь института, затем член дирекции, член редакционной коллегии журнала «Записки Института Ленина» (1927—1928), с 1928 помощник директора, в 1930—1931 директор, в 1931—1937 заведующий сектором научной биографии и издания работ Ленина ИМЭЛ, одновременно заместитель директора Института Маркса-Энгельса-Ленина при ЦК ВКП(б). В декабре 1937 исключён из партии. Арестован 21 апреля 1939, в 1941 приговорён к 8 годам лагерей. Умер в 1944 на ОЛП (отдельном лагерном пункте) «Кедровый Шор» Инталага, Коми АССР. Реабилитирован посмертно 2 сентября 1955.

## Публикации
- Сорин В. Г. Августовский блок. Большевик. — М., 1926. — № 18 (30 сентября). — С. 56 — 64. — Содерж.: От редакции. — С. 55.[2]
- Сорин В. Г. Владимир Ильич Лэнин. 1870-1924. На марийском языке в переводе Я. Ялкаева. — Йошкар-Ола: МарОГИЗ, 1934.[3]
- Сорин В. Г. Ленин в дни Бреста. Партиздат ЦК БКП (б), 1936.[4]